# Plantago boissieri
Plantago boissieri är en grobladsväxtart som beskrevs av Heinrich Carl Haussknecht och Bornm.. Plantago boissieri ingår i släktet kämpar, och familjen grobladsväxter. Inga underarter finns listade i Catalogue of Life.